# Arabis farinacea
Arabis farinacea är en korsblommig växtart som beskrevs av Franz Josef Ivanovich Ruprecht. Arabis farinacea ingår i släktet travar, och familjen korsblommiga växter. Inga underarter finns listade i Catalogue of Life.